# Pterodroma occulta
Pterodroma occulta je vrsta morske ptice iz porodice zovoja. 
Malo poznata ptica prvi put opisana je 2001. prema šest primjeraka iz 1927. s otoka Merelava u Vanuatuu i jednog nađenog u Novom Južnom Walesu u Australiji. Prvo potvrđeno gniježdenje bilo je 2009. na otoku Vanua Lava u Vanuatuu, ali je bazirano na izvještajima lokalnog stanovništva. IUCN nije ju još prepoznao kao vrstu, ali je ocjenjena ranjivom.

Duga je oko 40 cm, a teška je 300-350 grama. Ima crnu "kapu" na glavi, bijeli vrat, te tamnosiva leđa, krila i rep. Na moru je jako teško razlikovati od kermadečkog zovoja, koji joj je srodnik.

## Vanjske poveznice
|  | Wikivrste imaju podatke o taksonu Pterodroma occulta |